# Nachitsjevan
Nachitsjevan, lokale naam: Naxçıvan of Nachtsjevan (Azerbeidzjaans: Naxçıvan Muxtar Respublikası) is een exclave en autonome republiek van Azerbeidzjan, ingeklemd tussen Armenië en Iran en in het noordwesten grenzend aan Turkije. De hoofdstad heet eveneens Nachitsjevan. Het gebied ligt tussen de rivier de Aras en de zuidelijke uitlopers van de Kleine Kaukasus. Het gebied heeft de status van autonome republiek.
Het tussenliggende gebied Sjoenik (Azerbeidzjaans: Zəngəzur), een provincie van Armenië, scheidt de exclave van de Azerbeidzjaanse republiek. Sinds 1932 grenst het aan Turkije: de korte grens met dat land vormt de levensader van het geïsoleerde gebied.
In het Sovjet-tijdperk werd Nachitsjevan met het verdrag van Moskou, op 16 maart 1921 getekend tussen Turkije en de Sovjet-Unie, een Azerbeidzjaanse exclave met de status van autonome sovjetrepubliek. Als deel van Sovjet-Azerbeidzjan maakte het deel uit van de Transkaukasische Federatie (USSR). 
Na het uiteenvallen van de Sovjet-Unie werd Karki, een kleine exclave ten noorden van Nachitsjevan, door Armenië bezet.

## Geschiedenis

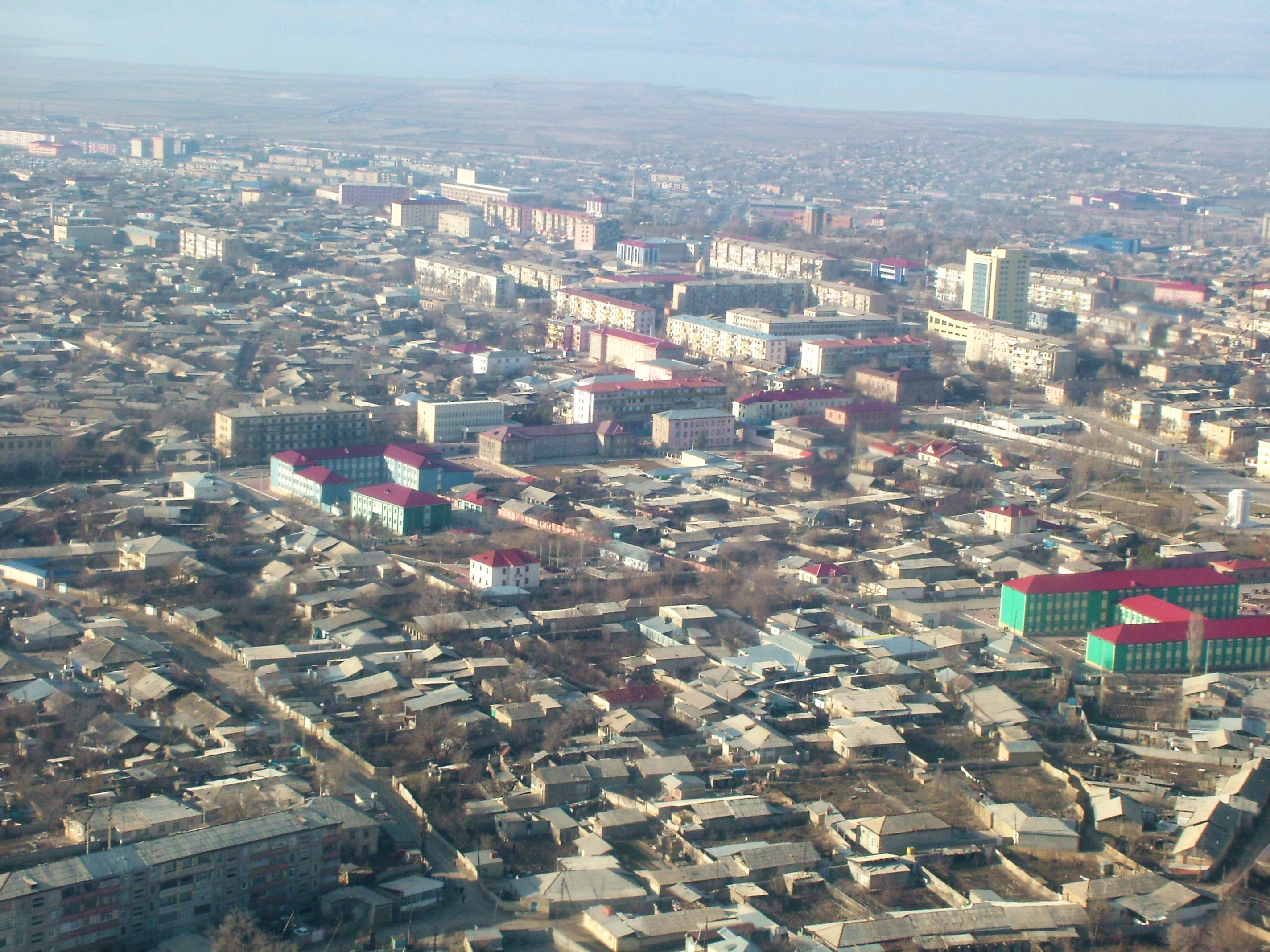
Luchtfoto van Nachitsjevan

In Afsharidisch Perzië maakte het gebied van 1747 tot 1828 deel uit van het kanaat Nachitsjevan. Nachitsjevan maakte in het Russische rijk eerst deel uit van de oblast Armenië en daarna van het gouvernement Jerevan. In de periode 1918-1920 werd Nachitsjevan evenals Zangezoer (provincie Sjoenik in Armenië) en Nagorno-Karabach betwist door Azerbeidzjan en Armenië. 
In december 1918 werd met steun van Azerbeidzjan in Nachitsjevan de Republiek van de Aras uitgeroepen, waarop Armeense troepen het gebied binnenvielen en het in midden juni 1919 veroverden. Daarop viel het Azerbeidzjaanse leger het gebied binnen en heroverde het, waarop vele Armenen naar Armenië vluchtten, enkele tienduizenden werden gedood en 45 dorpen werden verwoest. De Britten, die vanaf december 1918 in de Zuidelijke Kaukasus gestationeerd waren, intervenieerden in het conflict en beëindigden de Republiek Aras. De Britse Hoge Commissaris in de Kaukasus Oliver Wardrop deed een poging het conflict over Nachitsjevan en Nagorno-Karabach op te lossen. Hij stelde voor om het voormalige gouvernement Jerevan, waar Nachitsjevan en Zangezoer onder vielen, aan Armenië toe te kennen. De voormalige gouvernementen Bakoe en Jelizavetpol, waar Nagorno-Karabach onder viel, werd aan Azerbeidzjan toegewezen. Dit werd door beide partijen afgewezen.  Na een door de Britten ingestelde wapenstilstand, brak begin 1920 opnieuw geweld uit tussen beide landen. Midden maart van dat jaar werd Nachitsjevan opnieuw binnengevallen door het Armeense leger. 
In juli 1920 viel het Rode Leger ook Nachitsjevan binnen en stelde de Nachitsjevanse ASSR in, die "sterke banden" had met de Azerbeidzjaanse SSR. Bij het binnenvallen van Armenië werd dit land ook Nachitsjevan beloofd en verklaarde de Azerbeidzjaanse revolutionair Nariman Narimanov dat Nachitsjevan en Zangezoer aan Armenië zouden moeten toekomen vanwege hun strijd tegen de regering van de nationalistische Dasjnak. Lenin ging hier echter niet mee akkoord en liet in plaats daarvan de bevolking van Nachitsjevan via een referendum bepalen waar zij bij wilden horen. De formele uitkomsten van het referendum, dat begin 1921 werd gehouden, gaven aan dat 90% van de bevolking zich bij de Azerbeidzjaanse SSR wilde aansluiten met de status van autonome republiek. Dit hoge aantal doet twijfelen aan de geldigheid , hetgeen werd vastgelegd in het Verdrag van Moskou van 1921 tussen de Sovjet-Unie en Turkije. Onderdeel van dit verdrag vormde dat de voormalige oejezd Sjaroer-Daralagez bij deze autonome republiek werd gevoegd, zodat Turkije een lange grens kreeg met Azerbeidzjan. Bij het Verdrag van Kars op 23 oktober 1921 werd dit bevestigd door Turkije, de Armeense SSR en de Azerbeidzjaanse SSR. Op 9 februari 1924 werd de Nachitsjevaanse ASSR formeel ingesteld als onderdeel van de Sovjet-Unie.

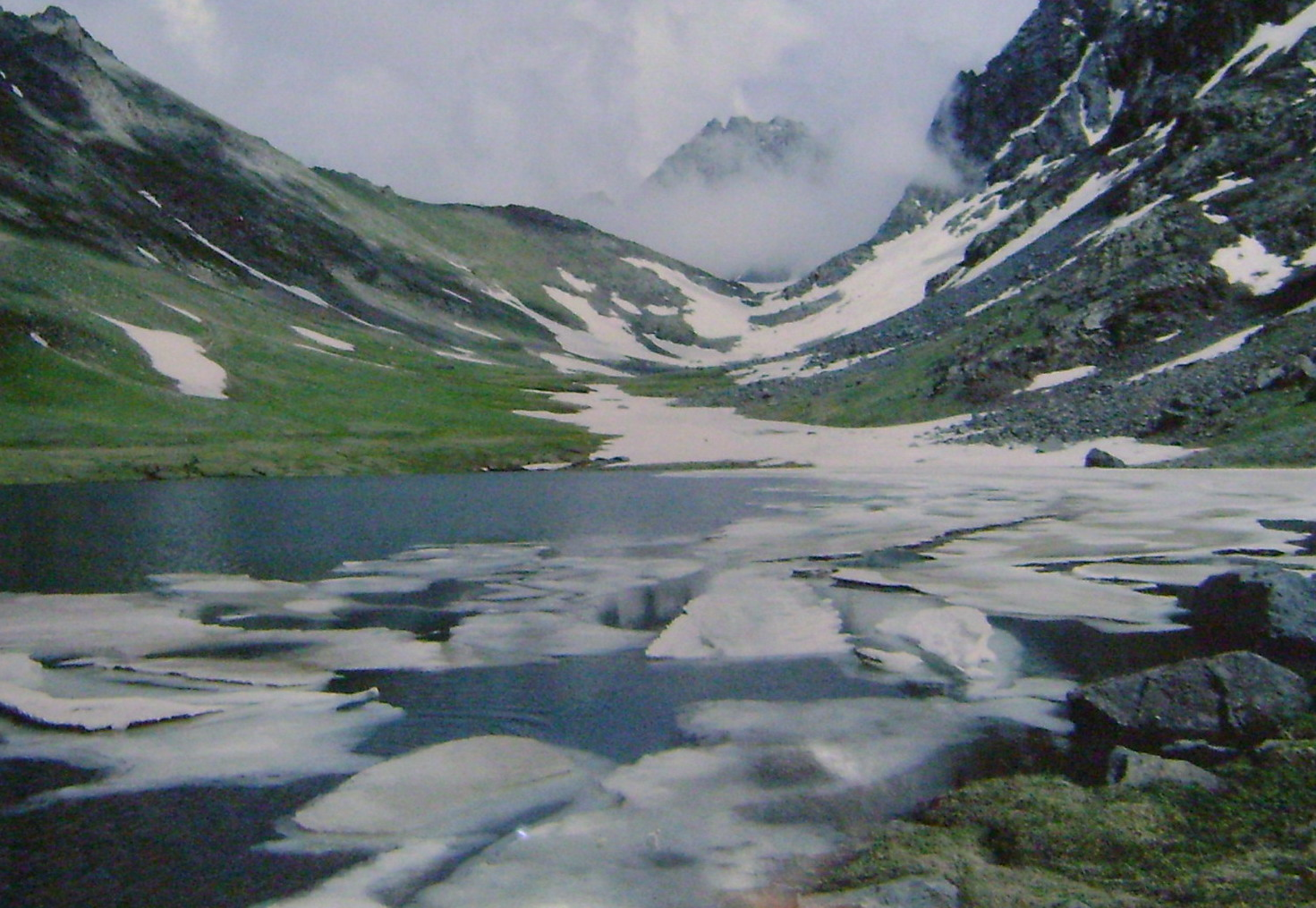
Gletsjer in Nachitsjevan.

Voor de Sovjetperiode vormden de Armenen een grote minderheid, naast Koerden en Azerbeidzjanen die eveneens minderheden waren. Tijdens de Sovjetperiode leefden Armenen en Azerbeidzjanen relatief vreedzaam naast elkaar, hoewel het op spanningen wijst dat het aantal Armenen in die periode sterk daalde door emigratie naar de Armeense SSR; van 15% in 1926 naar 1,4% in 1979, terwijl het percentage Azerbeidzjanen in dezelfde periode door geboorte en immigratie steeg van 85% naar 96%, waarbij bedacht moet worden dat steeds de Koerden opgeteld worden bij de Azerbeidzjanen. Eind jaren 1980 namen onder invloed van de spanningen in Nagorno-Karabach ook de spanningen in Nachitsjevan toe, hetgeen leidde tot het sluiten van de grenzen voor treinverkeer tussen de Nachitsjevaanse ASSR en de Armeense SSR, waardoor beide economieën schade opliepen. In december 1989 probeerden radicale nationale Azerbeidzjanen de grens met Iran open te breken, hetgeen tot boze reacties vanuit Moskou leidde dat hen beschuldigde van het "omarmen van islamitisch fundamentalisme". In januari dreigde de Nachitsjevaanse ASSR zich af te scheiden van de Sovjet-Unie in reactie op de zwarte januari in Bakoe, waarmee het de eerste afscheidingsbeweging in de Sovjet-Unie was. (Litouwen volgde een paar weken later).
In 1990 keerde de Azerbeidzjaanse machthebber Hejdar Alijev terug naar zijn geboorteplaats in Nachitsjevan, nadat hij in 1987 door Gorbatsjov uit zijn functie van Politbureaulid was gezet. Kort daarop werd hij alsnog tot lid van de Opperste Sovjet van de Nachitsjevaanse ASSR gekozen met een overweldigende meerderheid. In 1991 trad hij echter terug uit de Communistische Partij van de Sovjet-Unie, maar steunde wel Gorbatsjov tijdens de staatsgreep die tegen hem werd gepleegd, waarbij hij Ayaz Mütallibov veroordeelde om zijn steun voor de staatsgreep. Eind 1991 verstevigde hij zijn positie binnen de Opperste Sovjet en verkreeg bijna volledige onafhankelijkheid van de Azerbeidzjaanse SSR. Tijdens het Karabach-conflict raakte ook Nachitsjevan betrokken in de gevechten. Op 18 mei 1992 werd de exclave Karki (Armeens:Տիգրանաշէն / Tigranashen) veroverd door Armeense troepen, nadat eerder al een aantal schermutselingen hadden plaatsgevonden. Tot op heden is deze in handen van het Armeense leger. Na de verovering van Sjoesja door het Armeense leger beschuldigde Azerbeidzjan Armenië ervan heel Nachitsjevan te willen veroveren, hetgeen het ontkende. Hejdar Alijev verklaarde echter een eenzijdig staakt-het-vuren op 23 mei 1992 en probeerde op eigen houtje een vredesverdrag te sluiten met Armenië. Een staakt-het-vuren werd door hem overeengekomen met de Armeense president Levon Ter-Petrosjan.
Turkije en Rusland, de opstellers van het Verdrag van Kars, begonnen zich daarop met het conflict te bemoeien: Turkije dreigde Armenië binnen te vallen als ze een stap over de grens van Nachitsjevan zou doen. Russische militaire leiders voorspelden echter dat interventie door een derde partij een "Derde Wereldoorlog" zou kunnen ontketenen. Turkije begon troepen samen te trekken langs de grens met Nachitsjevan, hetgeen werd gevolgd door Russische troepen in Armenië. Hierdoor bleef het conflict verder uit tot het einde van de oorlog in 1994. In 1993 werd Hejdar Alijev uitgenodigd om terug te keren naar Bakoe als president. Nachitsjevan bleef haar autonome status houden, maar is sterk geïsoleerd van de rest van het land, daar Armenië in reactie op de blokkade van haar grenzen door Azerbeidzjan en Turkije, de grens met Nachitsjevan dicht houdt. De regio heeft meer recentelijk de banden met Iran versterkt door het aangaan van gascontracten en de bouw van een brug tussen beide landen over de rivier de Aras.
Eind 2022 werd het Staats Douane Comité van de autonome republiek ontbonden door de centrale regering.

## Bevolking

#### Bevolkingsontwikkeling
Volgens de Sovjetvolkstelling van 1959 leefden er 141.361 mensen in Nachitsjevan. Dit aantal is de afgelopen jaren flink gegroeid door de vestiging van vluchtelingen uit door Armenië bezette delen van Azerbeidzjan en bedraagt inmiddels al 398.323 inwoners (volkstelling van 2009).
| aantal inwoners in Nachitsjevan | 141.361 | 202.187 | 238.843 | 295.091 | 354.072 | 398.323 |

In 2014 telde Nachitsjevan naar schatting zo'n 435.300 inwoners.